# Yoshinori Muto
Yoshinori Muto (født 15. juli 1992) er en japansk fodboldspiller som spiller for Vissel Kobe.

## Japans fodboldlandshold
| Japans landshold | Japans landshold | Japans landshold |
| År               | Kmp              | Mål              |
| ---------------- | ---------------- | ---------------- |
| 2014             | 6                | 1                |
| 2015             |                  |                  |
| Total            | 6                | 1                |